# Theodore Thomas

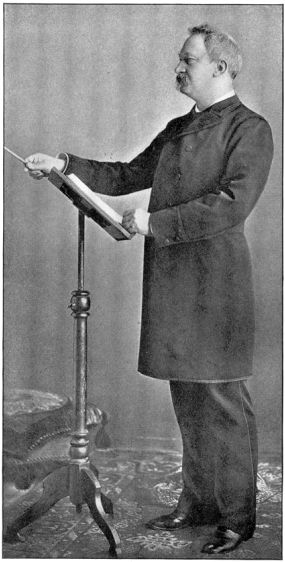
Theodor Thomas

Theodore Thomas (* 11. Oktober 1835 als Friedrich Christian Theodor Thomas in Esens/Ostfriesland; † 4. Januar 1905 in Chicago, USA) war ein US-amerikanischer Violinist und Dirigent deutscher Abstammung.

## Leben
Theodore Thomas war ein Sohn des in Esens als Stadtmusiker tätigen Johann August Thomas und wurde von seinem Vater bereits im Kleinkindalter im Geigenspiel unterrichtet. Er zeigte hierfür ein außergewöhnliches Talent, so dass er schon als Fünfjähriger erstmals öffentlich als Violinist auftreten konnte. Im Alter von neun Jahren wurde er sogar zum Vorspielen beim hannoverischen König eingeladen. 1845 übersiedelte er mit seinen Eltern in die Vereinigten Staaten und erlangte seine Ausbildung hauptsächlich autodidaktisch.
Gemeinsam mit seinem Vater spielte Thomas zwei Jahre lang Violinstücke bei Konzerten in New York City. Beide waren dann etwa ein Jahr lang als Hornbläser auf einem Kriegsschiff tätig. Thomas schloss sich einer italienischen Opernkompanie an und tourte durch mehrere große US-amerikanische Städte. 1850 studierte er in New York die Kunst des Dirigierens bei Karl Anton Eckert und Louis-Antoine Jullien. Er wurde daraufhin erster Geiger im Orchester, das im gleichen Jahr Jenny Lind, 1852 Henriette Sontag sowie 1854 Giulia Grisi und Giuseppe Mario begleitete. Ferner leitete er jene Orchester, die mit Anna de La Grange, Marietta Piccolomini und Sigismund Thalberg auf Tour durch das Land gingen.
Ab 1855 gehörte Thomas dem Mason-Thomas-Quintett an, dessen jüngstes Mitglied er war. Darin fungierte William Mason als Pianist, während Thomas als erster Geiger, Joseph Mosenthal als zweiter Geiger, George Matzka als Viola-Spieler und Carl Bergmann als Violoncellist ein Streichquartett bildeten. Die Musiker veranstalteten bis 1868 Kammermusik-Soireen in der Dodworth Hall in New York. Bei ihrem ersten Auftritt im November 1855 spielten sie u. a. Schuberts Streichquartett Der Tod und das Mädchen und Brahms’ Klaviertrio Nr. 1, op. 8. Ihr hohes spielerisches Niveau und ihr Repertoire erregten in Europa wie in Amerika Bewunderung; und Thomas erlangte hierdurch größere Bekanntheit.
1864 heiratete Thomas Minna L. Rhodes und hatte mit ihr drei Söhne und zwei Töchter. 1864–78 führte er in Irving Hall in New York City eine Reihe von Sinfoniekonzerten auf. 1866 begann er außerdem in Terrace Garden seine Sommernachtskonzerte, die dann im Central Park fortgesetzt wurden. 1869–91 unternahm er mit dem von ihm gegründeten Theodore-Thomas-Orchester viele Konzertreisen durch amerikanische Städte. Er machte die Musik Richard Wagners in den Vereinigten Staaten populär und gründete 1872 die New Yorker Wagner Union. Auch organisierte er die Chorgesellschaft, die ein Wagner-Gedenkkonzert nach dem Tod des Komponisten (1883) gab. Mehr als 30 Jahre lang, nämlich von 1873 bis 1904, dirigierte er die zweijährlichen Maifestspiele in Cincinnati. 1877 war er Leiter der New Yorker Philharmoniker, 1878/79 Direktor des neuerrichteten Cincinnati College of Music und anschließend von 1879 bis 1891 wiederum Musikdirektor der New Yorker Philharmoniker, denen er zu einer großen Blüte verhalf. Die Yale University ernannte ihn 1880 zum Ehrendoktor der Musik. 1882 begann er in New York ein vielbeachtetes Chor-Orchesterprojekt, bei dem 3000 Chormitglieder zur Begleitung eines 300-köpfigen Orchesters sangen; alle sieben dabei veranstalteten Konzerten konnten sich des Besuchs von etwa 8000 Zuhörern erfreuen. 1886–87 dirigierte er die amerikanische Opernkompanie.
Nach dem Tod seiner ersten Gattin (1889) ging Thomas am 7. Mai 1890 in Chicago eine zweite Ehe mit der Schriftstellerin Rose Emily Fay (1853–1929) ein. 1891 stimmte er enthusiastisch dem Vorschlag des Geschäftsmanns Charles Norman Fay zu, in Chicago ein ihm ständig zur Verfügung stehendes Orchester zu gründen. Hierbei konnte er auf die Unterstützung von Chicagoer Geschäftsleute bauen. Von 1891 bis zu seinem Tod Anfang 1905 blieb er nun erster Musikdirektor des Chicago Symphony Orchestra. Er kehrte nie in seine Heimat zurück und starb, nachdem er mit seinen Orchestern Hunderte Werke von 146 Komponisten in Amerika uraufgeführt hatte, am 4. Januar 1905 im Alter von 69 Jahren in Chicago.

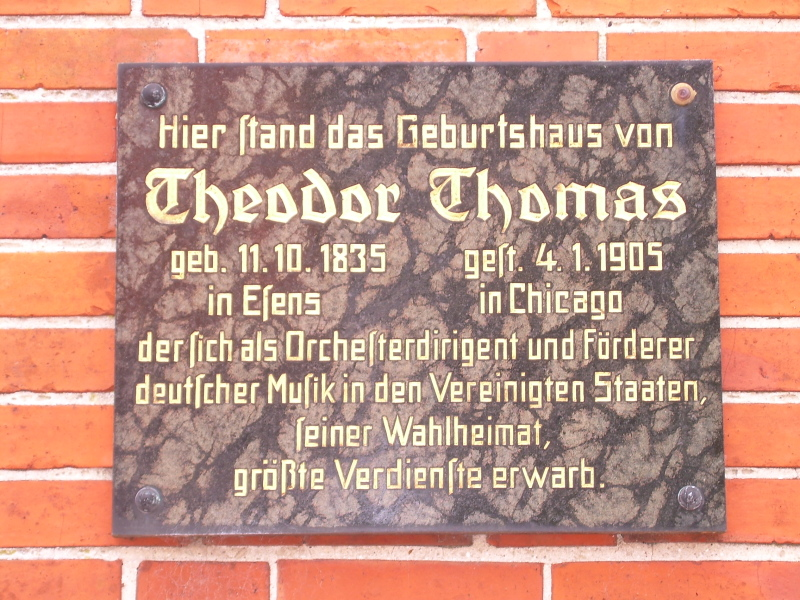
Gedenktafel

Zu seinen Ehren wurden in der Stadt Esens eine Straße und eine Schulaula benannt. Die Gedenktafel wurde inzwischen gestohlen. In der Theodor-Thomas-Straße ist eine Gedenktafel am Standort seines Geburtshauses angebracht.

## Werke
- Theodore Thomas: A Musical Autobiography. Chicago 1905
  - Band 1, Life Work (Textarchiv – Internet Archive)